# Baker Island (Maine)
Pour l’article homonyme, voir Baker Island.

Baker Island une île du littoral de l'État du Maine du Comté de Hancock. Elle est administrativement rattachée à la municipalité de Cranberry Isles qui regroupe les 5 îles de : Great Cranberry Island, Little Cranberry Island, Bear Island, Sutton Island et Baker Island.
L'île est située à l'entrée sud-ouest de Frenchman Bay, à environ 2.5 km au sud de l'île des Monts Déserts. L'île n'est pas habitée toute l'année. Il n'y a que trois propriétaires sur l'île, dont deux sont des résidences privées, le reste de l'île (bien plus de 75% du total des terres) appartenant au Service des parcs nationaux. 
Le phare, créé en 1855, se trouve au centre de l'île Il marque la dangerosité des hauts-fonds à proximité . L'île fait partie du Parc national d'Acadia.